# Maamba
Maamba ist eine Kleinstadt oberhalb des Karibastausees in der Südprovinz in Sambia. Der Ort hat 21.676 Einwohner (2022). Sie liegt 50 km südlich von Choma und zieht sich an der Straße dorthin entlang. Maamba liegt etwa 600 Meter über dem Meeresspiegel.

## Wirtschaft
Maamba ist seit 1967 der Hauptort der sambischen Steinkohleförderung. Die Lagerstätten betragen 20 Millionen Tonnen und dürften bei heutigen Fördermengen über 100 Jahre reichen. Fördermengen bis zu 360.000 Tonnen pro Jahr wurden erreicht und fielen auf 120.000 Tonnen. Langfristiges Ziel ist die Förderung von 600.000 Tonnen. Dafür sind hohe Investitionen erforderlich, die von der staatlich-sambischen Gesellschaft bis zur Privatisierung 2006 nicht geleistet wurden.
Die Kohle enthält einen hohen Ascheanteil, was ihre Verwendung ohne Behandlung einschränkt. Doch der steigende Ölpreis zwingt Sambia zum verstärkten Einsatz von Kohle in der Industrie. Verkauft wird sie vornehmlich an Konkola Copper Mines (KCM), Tabakbauern und Chilanga Cement Plc., sowie in die Demokratische Republik Kongo.

## Infrastruktur
Maamba hat ein 250-Betten-Krankenhaus, Grund- und Sekundarschulen sowie eine Flugpiste.

## Soziales
Der Tagebau wird seit 2006 von einer chinesischen Firma betrieben und es entwickeln sich zahlreiche Probleme. Umweltschutz wird nicht beachtet. Arbeitsbedingungen und Entlohnung liegen unterhalb gültiger Standards. Die Arbeiter erhalten zwei US-Dollar pro Tag und arbeiten sieben Tage pro Woche ohne Anspruch auf Urlaub. Der Mindestlohn liegt eigentlich bei 90 US-Dollar im Monat, also deutlich höher, was aber ohne Sanktionen bleibt. Die Chinesen schließen befristete Arbeitsverträge, um Sozialabgaben und Lohnzuschüsse zu vermeiden. Die fehlende Kommunikation mit den chinesischen Managern, die kein Englisch sprechen, erschwert die Verständigung mit Sambia. Auch scheinen die Auflagen durch den Staat kaum bessere Arbeitsbedingungen zu erlauben.

## Demografie
| Jahr | Einwohnerzahl |
| ---- | ------------- |
| 1990 | 8817          |
| 2000 | 10.415        |
| 2010 | 14.322        |
| 2022 | 21.676        |